# 강양모
강양모(1944년 9월 1일 ~ )는 조선민주주의인민공화국의 정치인이다. 조선로동당 중앙위원회 정치국 위원이다.

## 경력
1991년 자강도 장강군 당위원회 책임비서를 거쳐, 2009년 12월이후 남포시 당위원회 책임비서를 맡고 있다. 2010년 9월, 조선로동당 중앙위원회 위원에 선임되었다.

## 기타
2010년 김중린과 조명록, 2011년 김정일 사망 당시에 국가 장의위원회 위원을 맡았다.